# Salma Lakhani
Salma Lakhani, née à Kampala, en Ouganda, est la 19e lieutenante-gouverneure de l'Alberta, au Canada, depuis son assermentation le 26 août 2020.

## Biographie
Originaire d'Ouganda, Salma Lakhani devient apatride en 1972 à l'expulsion de la minorité sud-asiatique de ce pays, alors dirigé par Idi Amin Dada. Elle parvient néanmoins à terminer les études qu'elle avait entamées à l'Université de Manchester, au Royaume-Uni, et elle obtient un baccalauréat en biochimie clinique.
En 1977, elle s'installe avec son mari à Edmonton, en Alberta, où elle dirige un centre d'éducation de la petite enfance. Au cours des 44 années qui suivent, elle s'engage dans de nombreuses activités philanthropiques, notamment auprès des nouveaux immigrants, des jeunes et des femmes.
Le 4 juillet 2020, Salma Lakhani est nommée lieutenante-gouverneure de l'Alberta, succédant à Lois Mitchell.

## Honneurs
- Médaille du jubilé de diamant de la reine Élisabeth II, 2012
- Médaille du centenaire de l'Alberta, 2005